# Shimabara (półwysep)
Półwysep Shimabara (jap. 島原半島 Shimabara-hantō) – półwysep w zachodniej części japońskiej wyspy Kiusiu. Leży ok. 40 km na wschód od Nagasaki (prefektura Nagasaki) i wcina się w morze Ariake, część Morza Wschodniochińskiego. Współrzędne geograficzne: 32°45′0″ N, 130°16′0″ E. 

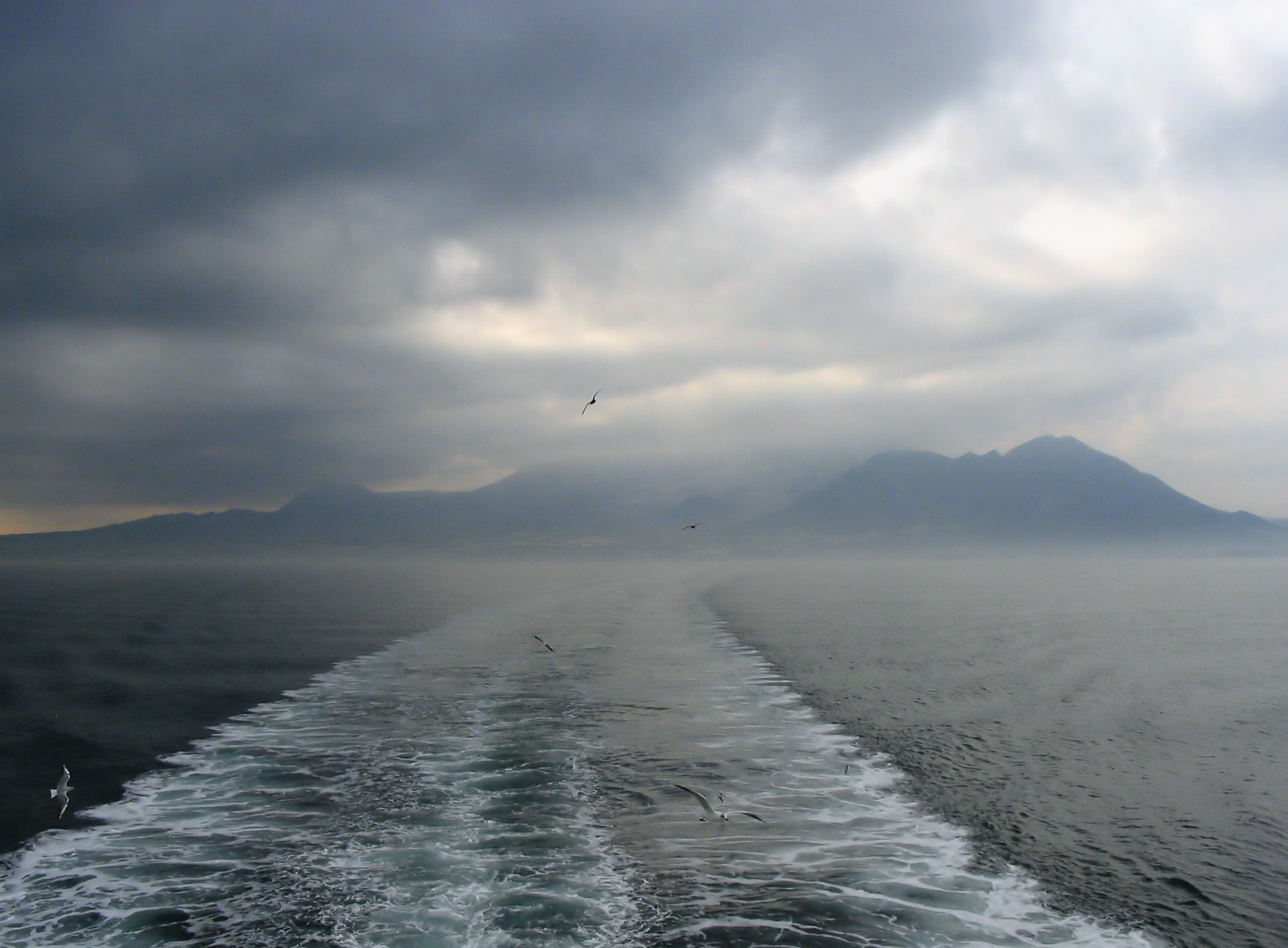
Półwysep widziany z pokładu promu

Półwysep ma kształt haczyka, w który od zachodu i północnego wschodu wcinają się zatoki: odpowiednio Tachibana (Tachibana-wan) i Isahaya (Isahaya-wan). Jest on w większości pokryty wysokimi górami; ich 2 najwyższe szczyty to Fugen-dake o wysokości 1359,3 m i sięgający 1486 m n.p.m. czynny wulkan Unzen. Część wyspy pokryta jest obszarami ochrony przyrody, m.in. Parkiem Narodowym Unzen-Amakusa. Na półwyspie  leży kilka miejscowości, m.in.: Shimabara, Unzen, Minami-Shimabara.
W latach 1637–1638 w okresie Edo półwysep był miejscem powstania chłopów i samurajów przeciw wysokim podatkom i ograniczaniu swobód chrześcijan.